# Théorie de la construction personnelle
 (mars 2023).
La mise en forme du texte ne suit pas les recommandations de Wikipédia : il faut le « wikifier ».
Les points d'amélioration suivants sont les cas les plus fréquents :
- Les titres sont pré-formatés par le logiciel. Ils ne sont ni en capitales, ni en gras.
- Le texte ne doit pas être écrit en capitales (les noms de famille non plus), ni en gras, ni en italique, ni en « petit »…
- Le gras n'est utilisé que pour surligner le titre de l'article dans l'introduction, une seule fois.
- L'italique est rarement utilisé : mots en langue étrangère, titres d'œuvres, noms de bateaux, etc.
- Les citations ne sont pas en italique mais en corps de texte normal. Elles sont entourées par des guillemets français : « et ».
- Les listes à puces sont à éviter, des paragraphes rédigés étant largement préférés. Les tableaux sont à réserver à la présentation de données structurées (résultats, etc.).
- Les appels de note de bas de page (petits chiffres en exposant, introduits par l'outil «  Source ») sont à placer entre la fin de phrase et le point final[comme ça].
- Les liens internes (vers d'autres articles de Wikipédia) sont à choisir avec parcimonie. Créez des liens vers des articles approfondissant le sujet. Les termes génériques sans rapport avec le sujet sont à éviter, ainsi que les répétitions de liens vers un même terme.
- Les liens externes sont à placer uniquement dans une section « Liens externes », à la fin de l'article. Ces liens sont à choisir avec parcimonie suivant les règles définies. Si un lien sert de source à l'article, son insertion dans le texte est à faire par les notes de bas de page.
- La présentation des références doit suivre les conventions bibliographiques. Il est recommandé d'utiliser les modèles {{Ouvrage}}, {{Chapitre}}, {{Article}}, {{Lien web}} et/ou {{Bibliographie}}. Le mode d'édition visuel peut mettre en forme automatiquement les références.
- Insérer une infobox (cadre d'informations à droite) n'est pas obligatoire pour parachever la mise en page.

Pour une aide détaillée, merci de consulter Aide:Wikification.
Si vous pensez que ces points ont été résolus, vous pouvez retirer ce bandeau et améliorer la mise en forme d'un autre article.
Décrit en 1955 par le psychologue George Kelly (1955), la théorie de construction personnelle (TCP) est une théorie de la psychologie de la personnalité qui décrit comment chaque individu perçoit le monde dont il vit, y compris comment il se perçoit lui-même (Caputi et al., 2011; Taylor et al., 2020). Dans la TCP, cette perception du monde est décrite sous forme de construits personnels.
Les construits personnels sont la manière dont un individu perçoit et fait du sens du monde qui l'entoure. Les construits personnels sont utilisés pour formuler des prédictions sur le fonctionnement du monde. Selon la TCP, les construits personnels sont développés et modifiés avec le temps et l’expérience de l’individu (Caputi et al., 2011). De manière inconsciente, l’individu prédit le déroulement de sa vie quotidienne et évalue sa prédiction contre le résultat actuel. Si leur prédiction est juste, leurs construits personnels ne changera pas, mais si la prédiction n’a pas représenté le résultat actuel de l’évènement, l’individu apportera des modifications à son construit personnel. Ce processus a lieu de manière cyclique, de sorte que les construits personnels deviennent de plus en plus nuancés et, en théorie, mènent à des prédictions plus justes. Les construits personnels sont dipolaires (Caputi et al., 2011), en d’autres mots, chaque construit est composé d’un certain concept et de son concept opposé (par exemple : positif et négatif, joie et tristesse). Par conséquent, les construits personnels peuvent s’approcher ou s’éloigner d’un pôle par la suite des expériences vécues.
La TCP joue un rôle dans le comportement des individus. Par exemple, une étude a démontré qu’il y a une corrélation entre la perception de soi (la manière dont le participant prend conscience de sa propre personnalité) et l'automutilation chez les adolescents (Taylor et al., 2020). Taylor et al. (2020) ont utilisé les construits personnels (tel que: honteux-fier, indigne-digne, incapable d’aborder des obstacles-capable d’aborder des obstacles) pour évaluer la perception de soi des adolescents qui font l’automutilation. Les résultats ont démontré qu’il y a une corrélation négative avec la perception de soi-même comparé avec le bien-être et le taux d’automutilation, de sorte que lorsque l’état de bien-être est plus faible, le taux d’automutilation est plus élevé. Cette recherche souligne comment la TCP peut avoir un effet sur le comportement, tel que lorsque les construits personnels d'un individu sont négatifs, les comportements nuisibles sont plus fréquents.

## Grille-répertoires
Kelly a développé des grille-répertoires (Caputi et al., 2011), une technique qui permet d'analyser les construits personnels des individus. La démarche de grille-répertoires est comme suit. Le participant est présenté avec une liste de sujets nommés «éléments», il doit ensuite décrire comment les éléments se ressemblent et en quoi les éléments différents (Caputi et al., 2011; Smith, 2000). Par exemple, lors d'une étude qui a utilisé une grille-répertoire pour évaluer les construits personnels et la perception de soi chez des adolescents qui sont sourds et qui ont un implant cochléaire, deux des éléments présentés aux participants étaient; toi (le participant) au moment actuel, et un collègue de classe entendant (Mance & Edwards, 2012). Un participant pourrait donc indiqué que les deux éléments diffèrent par leur niveau confiance, de sorte que le participant évalue l'élément de "toi au moment actuel" comme timide et "un collègue de classe entendant" comme confiant.
Les étapes précédentes sont répétées à plusieurs reprises avec de différents éléments. L’ensemble des réponses du participant permet de déterminer ses construits personnels au moyen du vocabulaire utilisé. Les construits qui sont utilisés le plus souvent, ou que les participants indiquent ont la plus grande importance, sont ensuite placés à deux extrêmes d'un axe (Caputi et al., 2011). Par exemple, dans le cas du construit de timide et confiant, timide se trouve le plus à gauche sur l'axe, et confiant se retrouve à droite (Mance & Edwards, 2012). Un deuxième construit forme un deuxième axe orienté de haut en bas, formant ainsi la grille.  
Les répondants doivent évaluer de nouveau les éléments sur la grille. Dans la recherche sur des adolescents qui sont sourds avec un implant cochléaire, les participants ont été demander d’évaluer leur perception de soi comparé à leur perception de leurs pairs sourds et entendants. Sur la grille, la perception de soi du participant était plus proche à la perception des pairs entendants et plus éloignés de la perception des pairs sourds. Les adolescents sourds avec un implant cochléaire se perçoivent donc comme étant plus semblables à leurs pairs entendant (Mance & Edwards, 2012). Cette étude montre l'utilité des grille-répertoires pour évaluer les construits personnels des individus. 
Malgré son utilisation dans la recherche en psychologie, les recherches antérieures sur les grille-répertoires ne présentent pas de consensus sur leur validité et fidélité comme outil de recherche (Smith, 2000; Herrán-Alonso et al., 2020). Plus de recherche est nécessaire à cet égard pour confirmer l’utilité des grille-répertoires comme technique qui peut établir des corrélations entre un sujet et les construits personnels des individus (Herrán-Alonso et al., 2020).